# 乔伊·多西
理查德·埃尔默·“乔伊”·多西（英語：Richard Elmer "Joey" Dorsey，1983年12月16日—），美国NBA联盟前职业篮球运动员，司職中鋒，現效力於巴塞罗那篮球俱乐部。

## 大學生涯
多斯大學時期效力於孟菲斯大學，他協助孟菲斯大學連續兩季都打入NCAA錦標賽八強。